# Клинтон (тауншип, округ Сент-Луис, Миннесота)
Клинтон (англ. Clinton) — тауншип в округе Сент-Луис, Миннесота, США. На 2000 год его население составило 1036 человек.

## География
По данным Бюро переписи населения США площадь тауншипа составляет 87,7 км², из которых 86,0 км² занимает суша, а 1,7 км² — вода (1,92 %).

## Демография
По данным переписи населения 2000 года здесь находились 1036 человек, 405 домохозяйств и 302 семьи.  Плотность населения —  12,0 чел./км².  На территории тауншипа расположена 421 постройка со средней плотностью 4,9 построек на один квадратный километр. Расовый состав населения: 96,81 % белых, 0,29 % афроамериканцев, 1,06 % коренных американцев, 0,29 % азиатов, 0,19 % — других рас США и 1,35 % приходится на две или более других рас. Испанцы или латиноамериканцы любой расы составляли 1,16 % от популяции тауншипа.
Из 405 домохозяйств в 31,4 % воспитывались дети до 18 лет, в 62,2 % проживали супружеские пары, в 5,9 % проживали незамужние женщины и в 25,4 % домохозяйств проживали несемейные люди. 21,0 % домохозяйств состояли из одного человека, при том 5,7 % из — одиноких пожилых людей старше 65 лет. Средний размер домохозяйства — 2,56, а семьи — 2,93 человека.
25,5 % населения — младше 18 лет, 8,0 % — в возрасте от 18 до 24 лет, 26,9 % — от 25 до 44, 29,1 % — от 45 до 64, и 10,5 % — старше 65 лет. Средний возраст — 39 лет. На каждые 100 женщин приходилось 115,8 мужчин.  На каждые 100 женщин старше 18 приходилось 113,3 мужчин.
Средний годовой доход домохозяйства составлял 44 773 доллара, а средний годовой доход семьи —  45 556 долларов. Средний доход мужчин —  41 417  долларов, в то время как у женщин — 23 068. Доход на душу населения составил 18 359 долларов. За чертой бедности находились 3,5 % семей и 6,4 % всего населения тауншипа, из которых 8,3 % младше 18 и 7,4 % старше 65 лет.